# Astronomy (Dragonland)
Astronomy è il quarto album in studio della band svedese Dragonland, pubblicato nel 2006 dalla Century Media.

## Tracce
1. Supernova – 5:09
2. Cassiopeia – 4:06
3. Contact – 4:25
4. Astronomy – 3:20
5. Antimatter – 3:00
6. The Book of Shadows Part IV- The Scrolls of Geometria Divina – 4:04
7. Beethoven's Nightmare – 6:11
8. Too Late for Sorrow – 3:36
9. Direction: Perfection – 4:29
10. The Old House on the Hill Chapter I - A Death in the Family – 4:30
11. The Old House on the Hill Chapter II - The Thing in the Cellar – 3:07
12. The Old House on the Hill Chapter III - The Ring of Edward Waldon – 6:17

## Formazione
- Jonas Heidgert - voce
- Olof Mörck - chitarra
- Nicklas Magnusson - chitarra
- Christer Pedersen - basso
- Elias Holmlid - tastiere, sintetizzatore
- Jesse Lindskog - batteria